# Callogobius producta
Callogobius producta es una especie de peces de la familia de los Gobiidae en el orden de los Perciformes.

## Distribución geográfica
Se encuentra en Puerto Galera (Mindoro, Filipinas ).

## Observaciones
Es inofensivo para los humanos.